# Канторувка
Канторувка (пол. Kantorówka) — село в Польщі, у гміні Сокулка Сокульського повіту Підляського воєводства.
Населення — 83 особи (2011).
У 1975-1998 роках село належало до Білостоцького воєводства.

## Демографія
Демографічна структура станом на 31 березня 2011 року:
|          | Загалом | Допрацездатний вік | Працездатний вік | Постпрацездатний вік |
| -------- | ------- | ------------------ | ---------------- | -------------------- |
| Чоловіки | 43      | 9                  | 25               | 9                    |
| Жінки    | 40      | 9                  | 21               | 10                   |
| Разом    | 83      | 18                 | 46               | 19                   |